# MOOC Gestion de Projet
Inauguré en janvier 2013, le MOOC Gestion de Projet ou MOOC GdP est la première formation en ligne ouverte à tous certificative en France. Elle est aussi la plus régulièrement renouvelée : depuis sa première édition, 2 sessions par an sont organisées soit 21 sessions en date de septembre 2023. En mars 2023, le MOOC GdP totalisait 323 846 inscriptions et plus de 60 000 certifiés, et avait collecté de nombreuses learning analytics à des fins de recherche en sciences de l’éducation. Les vidéos et ressources pédagogiques produites par l'équipe et les apprenants sont placées sous diverses variantes de licence Creative Commons.
Créé par Rémi Bachelet, enseignant-chercheur à Centrale Lille, le MOOC est techniquement géré et hébergé par des start-up (Unow, puis MOOCit et LearnGdP) et animé par une équipe de bénévoles, chercheurs, enseignants et professionnels.
Au terme de la formation, les certifications délivrées à la suite d’un examen surveillé en centre de l’Agence universitaire de la Francophonie ou de chez soi par webcam sont reconnues comme ECTS de Centrale  Lille. 

## Historique et parcours pédagogiques
Le MOOC Gestion de Projet est le premier MOOC certificatif organisé en France, avec une ouverture le 11 janvier 2013. Il a été précédé en octobre 2012 par le MOOC connectiviste ITyPa. Son objectif est de former à la gestion de projet grâce à un dispositif pédagogique ouvert à tous comportant des vidéos et des QCM, mais aussi et surtout les outils du Web 2.0 : communautés en ligne, prises de notes partagées, sessions de questions-réponses en direct... Il ne figure pas sur le portail FUN, mais est auto-hébergé.

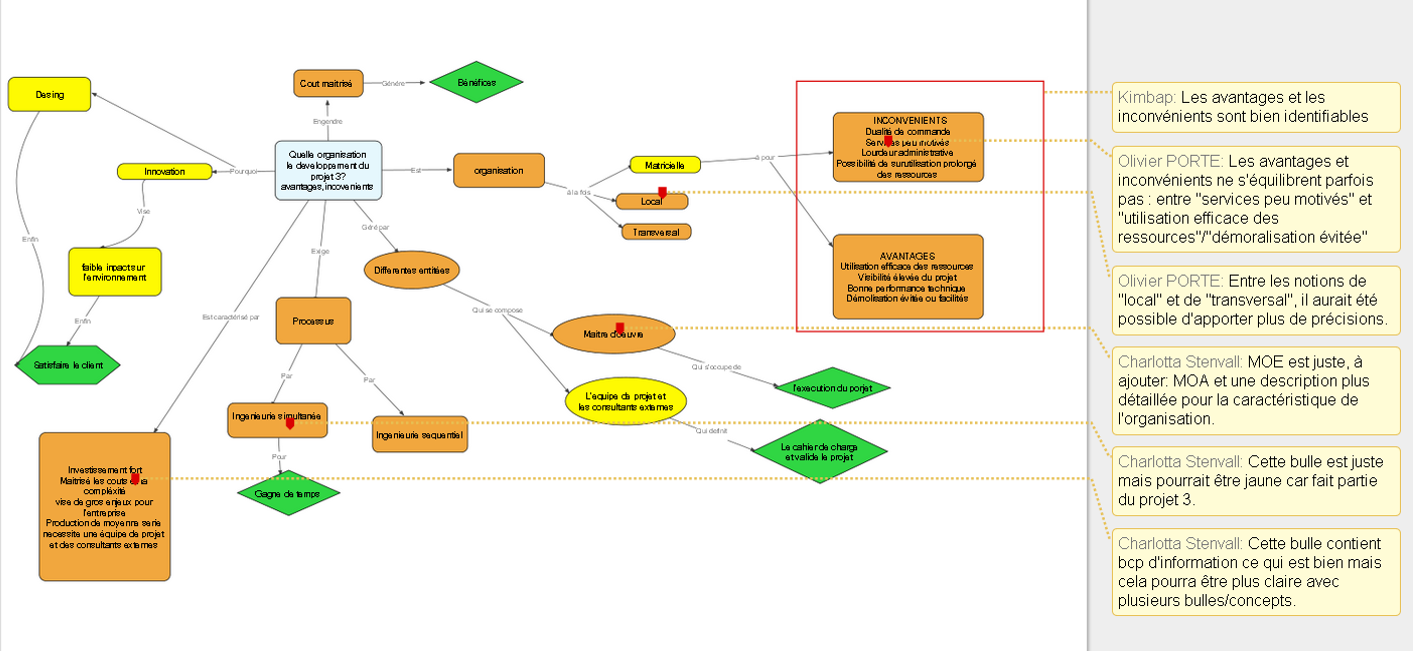
Évaluation par les pairs d’un devoir du parcours avancé du MOOC GdP.

Dans le MOOC GdP, la gestion de projet est abordée dans ses fondamentaux, mais aussi dans ses outils et activités concrètes : monter un projet, animer une équipe, élaborer un budget, réaliser un planning... La formation se déroule sur 6 semaines : quatre de “tronc commun” suivies de deux semaines de spécialisation (deux spécialisations au choix sur quinze possibles). À l’issue de la formation, les apprenants sont capables de concevoir et piloter un projet.

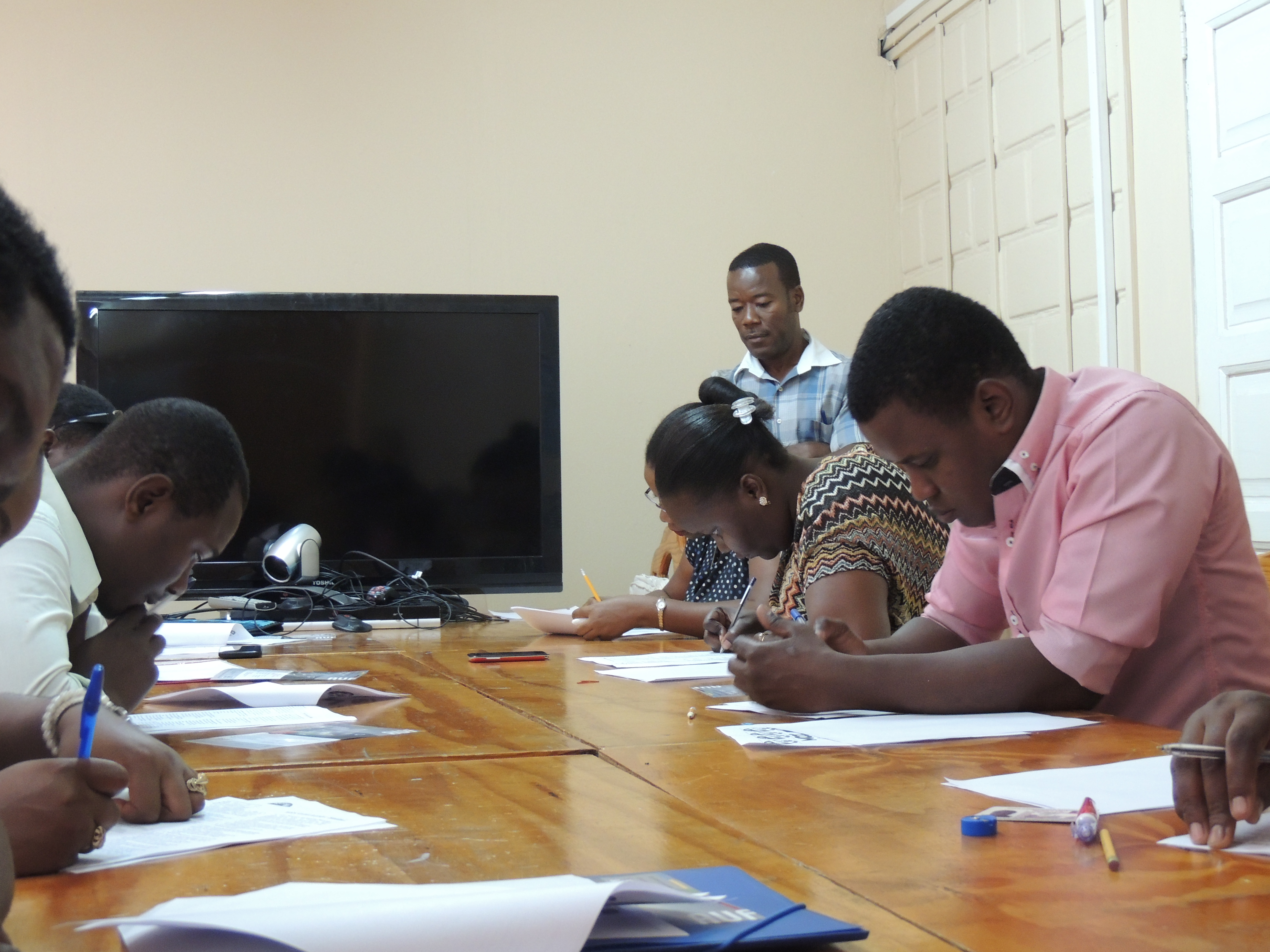
Examen AUF du MOOC GdP Port-au-prince, Haiti.

Le cours propose trois parcours formatifs:
- classique (25 heures incluant les cours, les forums de discussion, une session hebdomadaire de questions-réponses en direct, des prises de notes partagées...) ;
- avancé (45 heures comportant trois livrables et la participation à l’évaluation par les pairs) ;
- une session "On Demand" est ouverte en continu et permet de rejoindre les deux session annuelles avec l'équivalence du Tronc Commun pour suivre le parcours classique ou avancé.

Les apprenants peuvent suivre le MOOC en tant qu'auditeurs libres ou obtenir une attestation de réussite, voire un certificat authentifié en passant un examen surveillé. Les étudiants et demandeurs d’emploi sont exonérés de tout frais pour obtenir l'attestation de réussite. L'association "les amis du MOOC GdP" organise un crowdfunding qui permet de financer des bourses pour passer l’examen surveillé.

## Open data et contributions à la recherche
De nombreuses interventions et conférences ont alimenté le débat national et de groupes de réflexion, par exemple une audition par le Conseil économique, social et environnemental, dans le cadre de l’élaboration de son avis. 
La transférabilité de la démarche est assurée par des publications scientifiques, par exemple dans les domaines suivants :
- L’évaluation par les pairs[11] associée aux parcours avancés des MOOC
- Les partenariats permettant l’intégration des MOOC dans un cursus universitaire[12]
- La conception de dispositifs formatifs massifs, l’analyse comparative de MOOC[13]
- L’auto-efficacité et les environnements optimaux d’apprentissage[14]

## Distinctions et notoriété
Le MOOC GdP a remporté :
- Deux récompenses en janvier 2017, lors de la première édition des "Mooc of the Year"[15],[16] :
  - Le Mooc le plus international[N 1]
  - Le Mooc le plus populaire[N 2]
- la 4e édition des E-Learning Excellence Awards dans la catégorie, « meilleur dispositif de formation 'Education' 2014 »[17].
- un prix d’excellence en innovation pédagogique "Objectif ULNE" en juin 2018
- le prix « Coup de cœur » des internautes du concours MOOC of the Year (janvier 2019)[18]

Le MOOC Gestion de projet a soulevé l’intérêt des médias et il est cité dans de nombreux quotidiens,,,, magazines spécialisés,,,,, journaux régionaux, il a été l'objet de passages télévisuels, d'évaluations par ses apprenants sur un site indépendant  et a été évoqué par des émissions radio.

### Site officiels
- Gestiondeprojet.pm qui reprend les cours, vidéos et ressources
- Portail et inscriptions du MOOC GdP